# Kärntner Sparkasse
Die Kärntner Sparkasse AG ist ein Bankunternehmen mit Sitz in Klagenfurt am Wörthersee. Gegründet wurde die Kärntner Sparkasse 1835 in der Kärntner Landeshauptstadt. Seit den 1990er Jahren hat das Unternehmen seine Geschäftstätigkeit auch über die Landesgrenzen hinaus in den erweiterten Heimmarkt Slowenien ausgeweitet. Der Konzern der Kärntner Sparkasse betreibt insgesamt 62 Filialen, davon 51 in Kärnten und 11 in Slowenien. 
Die Kärntner Sparkasse ist eine Aktiengesellschaft, deren Aktien sich zu 75 % (minus eine Aktie) im Besitz der Privatstiftung Kärntner Sparkasse befinden. Die übrigen 25 % + eine Aktie hält die Erste Bank, das Leitinstitut der österreichischen Sparkassengruppe.

## Geschichte
Gegründet wurde der gemeinnützige Sparkassenverein als 7. in Österreich 1835 in Klagenfurt. Die „Kärntnerische Sparkasse“, wie das Institut genannt wurde, verstand ihre Geschäftstätigkeit im Wesentlichen als Beitrag zur Hebung der Volkswohlfahrt. Einerseits sollte Beziehern kleiner Einkommen die Möglichkeit zur Vorsorge für Notzeiten oder Alter gegeben werden, zum anderen beabsichtigte man, Hypothekarkredite zur Finanzierung feuersicherer Hausdächer bereitzustellen. 
1844 wurden die Gemeinnützigkeit der Sparkassen in Österreich im „Sparcassenregulativ“ gesetzlich festgeschrieben und geregelt. Obwohl die Gründungsstatuten die Ausschüttung von Geldern für gemeinnützige Zwecke bereits vorsahen, schloss sich die Kärntner Sparkasse dem neuen Statut an.
Eine 1848 erfolgte gesetzliche Änderung ermöglichte es, die Geschäftstätigkeit auf weitere Kundenschichten wie Bauern und Gewerbetreibende auszudehnen und trug wesentlich zum Wachstum des Instituts bei. Aus den erwirtschafteten Überschüssen konnten essentielle Beiträge zur Entwicklung des wissenschaftlichen, kulturellen und sozialen Lebens im Land Kärnten geleistet werden. Unter anderem wurden die finanziellen Mittel zur Errichtung des Kärntner Landesmuseums, des Konzerthauses und zahlreicher anderer sozialer und Bildungseinrichtungen durch die Kärntner Sparkasse bereitgestellt.
1894 wurde das Angebot mit der Errichtung der Alterssparkasse ausgeweitet.
Kurz vor Ende des Zweiten Weltkrieges wurde das Sparkassengebäude in der Bahnhofstraße durch einen Bombentreffer zerstört. Der Sitz der Sparkasse in das im Jahre 1928 angekaufte Haus Klagenfurt, Neuer Platz 14, verlegt, um eine Notversorgung sicherzustellen.
1947 wurde der Name auf die Firmenbezeichnung „Kärntner Sparkasse“ geändert. Mit der Übernahme der ersten Filiale in Spittal an der Drau im Jahr 1930 hatte die Sparkasse begonnen, sich über Klagenfurt hinaus auszuweiten. In den 1950er Jahren expandierte das Unternehmen auf den gesamten Kärntner Raum: Es erfolgten Fusionen mit kleineren Stadtsparkassen und Gründungen zahlreicher neuer Filialstandorte.
1927 stellte die Kärntner Sparkasse ihr gesamtes Spareinlagengeschäft auf Buchungsmaschinen um. 1969 nahm sie ein eigenes Rechenzentrum in Betrieb.
1990 erfolgte die Trennung von Sparkassenverein und operativem Bankgeschäft, das in eine AG eingebracht wurde. Am 11. Jänner 1999 gründete der Verein Kärntner Sparkasse eine Sparkassen-Privatstiftung. Sie übernahm die Aufgaben der Verwaltung des Aktienbesitzes und der Förderung gemeinwohlorientierter Projekte.

## Privatstiftung Kärntner Sparkasse
Die Privatstiftung Kärntner Sparkasse wurde am 11. Jänner 1999 in Klagenfurt begründet. Die Geschäftstätigkeit der Stiftung besteht in der Verwaltung der Beteiligung an der Kärntner Sparkasse Aktiengesellschaft. Sie hält derzeit einen Anteil von rund 75 % am Aktienkapital der Kärntner Sparkasse AG.
Der Stiftungszweck der Privatstiftung Kärntner Sparkasse ist die subsidiäre und subsistierende Förderung der Entwicklung der Talente und Fähigkeiten der Menschen in Kärnten und im wirtschaftlichen Tätigkeitsgebiet der Kärntner Sparkasse AG.

## Persönlichkeiten
- Thomas von Moro Gründungsdirektor
- Franz von Knapitsch Gründungsmitglied und Direktor
- Gabriel von Jessernig Direktor 1855 bis 1887
- Johann Anton von Goëss Direktor ab 1872
- Max von Moro ab 1873 Vizedirektor